# Калиптура
Калиптура, или корольковая котинга (лат. Calyptura cristata), — южноамериканский вид воробьинообразных птиц из семейства тиранновых (Tyrannidae), выделяемый в монотипический род Calyptura. Эта котинга распространена в регионе Рио-де-Жанейро на юго-востоке Бразилии. Длина тела — 8 см. Птицы издают резкие звуки.
Птицы обитают в предгорных лесах. Питаются фруктами, семенами и насекомыми.
Корольковая котинга имеет желтоватую окраску оперения. Сверху оперение светлое желтовато-оливковое. Надхвостье и лоб жёлтые. Хвост очень короткий. Крылья тёмные, с двумя белыми полосками, а также кончик второстепенных перьев крыльев белый. Снизу оперение яркое жёлтое с оливкой выемкой на груди. На верху головы протягивается длинная продольная полоска из красных перьев, вокруг окаймлённая чёрными перьями.
До середины XIX века встречалась достаточно часто, но в настоящее время очень редка. С начала XX века её видели лишь один раз, в октябре 1996 года.